# Sleipnir
Sleipnir（スレイプニル、あるいはスレイプニール）は、柏木泰幸を中心として、日本のフェンリルによって開発されているウェブブラウザ。略称は「プニル」。

## 概要
Internet Explorerのコンポーネントを利用するタブブラウザとして開発が始められ、日本国内におけるメジャーなタブブラウザのひとつとして認知されるようになった（同種のブラウザにはLunascapeなどが挙げられる）。

### フェンリル社の設立
詳細は、「フェンリル (企業)」を参照

当初は柏木泰幸が個人で開発を行っていたが、2004年11月16日のソースコード盗難被害をきっかけに、2005年6月13日にフェンリルを設立。

### 対応プラットフォーム
当初はWindows版のみの開発であったが、2019年現在、複数のプラットフォーム向けのSleipnirが展開されている。

#### Windows版
現在ではSleipnir for Windowsとして開発が進められており，カスタマイズ性を重視したSleipnir 4とデザイン性を重視したSleipnir 6が並行してアップデートされている．
- Sleipnir 1.xx
Sleipnirの名目で最初に開発されたウェブブラウザ。柏木泰幸による個人開発で、当初はWindows向けタブブラウザの一つとして認知されていた。
2004年のソースコード紛失により開発が停止[11]し、開発者によるフェンリル社の設立[12]と、Sleipnir 2開発開始のきっかけとなった[13]。
- Sleipnir 2 for Windows
フェンリル社が最初にリリースしたSleipnir。
Sleipnir 1.xxの特徴を踏まえつつ、プラグイン機能を搭載するなど、様々な機能拡張が行われた。
- Sleipnir 3 for Windows
フェンリル社により開発が進められた、Sleipnir 2の後継バージョン。
Fenrir Passへの対応などを通して、他のプラットフォームとの連携などを推し進めた。
バージョン3.5以降、WebKit レンダリングエンジンを組み込んだ。また Gecko レンダリングエンジンのサポートを終了した(3.0.17が最終サポートバージョン)。
- Sleipnir 4 for Windows
Sleipnir 3の後継バージョンであり，2019年現在でも開発が続けられている．
Sleipnir 2やSleipnir 3で重視されてきたカスタマイズ性の良さが特徴である．
- Sleipnir 5 for Windows
ウェブブラウザを白紙からデザインし直し、従来のコンセプトとは異なる先端的ブラウザを目指した。
ページをそのまま表示するサムネイルタブや、開きたいページを最短で見つけ出す進化した検索フィールドといった数々の機能を、シンプルなツールバーに収めるなどの改善が図られている。
- Sleipnir 6 for Windows
Sleipnir 5の後継バージョンであり，2019年現在でも開発が続けられている．

#### Mac版
- Sleipnir 4 for Mac
フェンリル社が開発する、macOS版Sleipnir。

#### モバイル版
Sleipnir Mobileは、Android、iPhone/iPad、Windows Phone向けに展開されているウェブブラウザ。各モバイルプラットフォームのアプリケーションとして動作する。
- Sleipnir Mobile for iPhone/iPad
2010年12月22日に他のプラットフォームに先駆けてリリースされ、のちにiPadに対応した。
- Sleipnir Mobile for Android 
2011年9月15日に正式版がリリースされた。
- Sleipnir Mobile for Windows Phone
2011年12月2日に正式版がリリースされた。

Sleipnir Mobileは、プラットフォームによっては有料版または限定版のBlack Editionが提供されている。

#### Android TV版
Sleipnir TVは、Android TV向けに展開されているウェブブラウザ。
- Sleipnir TV for Android TV
2019年5月12日に正式版がリリースされた。

## 特徴
- タブブラウザ機能
単一ウインドウ上で複数のページを閲覧することができるタブ機能を搭載している。
- Fenrir Pass
Fenrir Pass とは、フェンリルが提供するプロダクト間のコンテンツやデータの同期、ログイン管理などを行うためのアカウントサービスのことである。
現時点では、ブラウザ間のブックマーク同期のみの対応となっているが[いつ?]、今後、デバイス間でのデータのやり取りやウェブサービスへのログインなど、フェンリルの全プロダクト共通で利用できるアカウントに発展していく予定だと述べられている。[どこ?]

### Windows版

#### Windows版共通の特徴
- ブラウザエンジンの選択機能
HTMLレンダリングエンジンはInternet Explorerで使用されているTridentを基本としているが、バージョン2以降より複数のレンダリングエンジンをサポートし、ユーザーが任意に選択して利用することが可能になった。
バージョン2系列においてMozilla FirefoxのエンジンであるGeckoをサポートし、エンジンの選択が可能となった。ただし、当初のGeckoはページ表示確認用など限定的な利用が想定されており[14]、導入にもプラグインのインストールが必要など、本格的にはサポートされていなかった。
バージョン3系列ではGeckoも本格的にサポートされ、ブラウザエンジンの選択機能が本格的に利用できるようになった(3.0.17.4000まで)。
バージョン3.5.0.4000以降、SafariのエンジンであるWebKitを組み込み、これを標準のエンジンとした(4.1.4.4000まで)。これにより動作速度が大幅に高速化し、マルチプロセスに対応するようになった。また、Chrome拡張機能をインストールすることが可能になった。Geckoレンダリングエンジンについてはサポートを終了した。
バージョン4.3.0.4000以降、WebKitのサポートを終了し、より高速な、GoogleがChromium向けに開発したBlinkを組み込んだ。また、Tridentエンジンは、Internet Explorer 7で利用されている3.1と、Internet Explorer 10で利用されている6.0の2つをサポートした。
バージョン5以降においてTridentエンジンのサポートが廃止され、現在Blinkエンジンのみが採用されている。

#### Sleipnir 2 for Windows
Sleipnir 2は、Sleipnir 1.xxの流れを汲まない白紙状態から開発が開始された為、従来無かった機能が追加あるいは強化されたり、逆に機能が廃止・未実装されたものがあるなど、Sleipnir 1.xxとは全く異なる性質を持ったアプリケーションとなっている。
本節ではSleipnir 1.xxからの差異を中心に特徴を説明する。
- プラグイン機能の搭載
多くの機能がプラグイン化されており、ユーザーが必要に応じて有効・無効の切り替えや追加・削除を行うことが可能になった。
- カスタマイズ機能の強化
画像や言語表記の多くをファイル形式で持つなど、ローカライズやカスタマイズを強く意識した設計がなされた。
- 上級者のためのブラウザ
公式ページにおいて「上級者のためのブラウザ」を謳っている。初級者のためには、IEからも違和感なく移行できるGraniが同社によりリリースされている。
- お気に入り
Sleipnir独自またはIEと共通のお気に入りを選択して使用できる。お気に入りに登録したサイトを検索することも可能。
そのほか、複数ページをいちアイテムに記録する、お気に入りグループ機能も備えている。
- RSSダイナミックフォルダ
標準でフィードに対応しており、お気に入りにRSSを登録することができる。
閲覧しているページにRSSが存在すると自動的に通知するRSS Auto Discovery機能を搭載している。
- 検索バー、ページ検索バー
ツールバー上から直接ウェブサイトを検索することができる。また、複数キーワードでのページ内検索、ハイライトに加え、検索に合致した行の抽出も可能。
- SmartSearch
選択部分のキーワード検索、ハイライト、翻訳などを素早く実行できるユーザーインターフェースを持つ。項目は自由に変更することができる。
- マウスジェスチャー
マウス右ボタンのドラッグによって、メニューを選ばずとも機能を実行させることができる。
- セキュリティ切り替え
JavaScriptやActiveXの制御など、ページ表示に関するセキュリティ設定をワンクリックで変更可能。
- 拡張機能
スクリプトや追加プラグインによって機能を拡張することができる。追加プラグインには、ユーザスクリプト実行環境、リンク抽出機能、RSSリーダー、2ちゃんねるブラウザ機能などがある。
- スキン
スキンの切り替えにより、ブラウザの外観を変更することができる。また、スキンはIE由来のコンテキストメニューにも適用できる仕様になっている。
- SmartInstaller
プラグインやスキンなどをサイト上からワンクリックでインストール可能。
- カスタマイズ可能なメニュー
XML形式のメニューファイルを書き換えることで、多数のメニュー項目をユーザーの好みに応じて自由に変更できる。
メニュー項目の追加や削除は本体に含まれるメニューエディタから実行することができる。

#### Sleipnir 3 for Windows
開発開始から3年後の2011年11月16日にSleipnir 3 for Windowsがリリースされた。
Sleipnir 2 for Windowsと比較して以下の特徴がある。
- 2.xxからの大幅なUIの改善(全面的に AeroGrass に対応など)
従来のIE8風UIから、他の最新ブラウザのUIまで、柔軟なカスタマイズをして似せることが可能
- 新しいカスタマイズ画面
- タブグループ と Tablet
- Webkitエンジンの搭載とデフォルトがWebkitエンジンに(3.5.0.4000から)。
- Geckoエンジンのサポート終了
- Fenrir Passを通じてのブックマーク同期
- FenrirFS ブックマーク
- 新しいフルスクリーン
- TouchPaging ジェスチャ
- ブックマーク管理機能の強化
- 複雑だった設定項目の整理

#### Sleipnir 4 for Windows
2013年3月26日、Sleipnir 4 for Windowsがリリースされた。前バージョンと比較して起動速度が最大50％向上している。
2013年7月10日、バージョン4.3.0.4000がリリースされた。HTMLレンダリングエンジンをWebkitからBlinkに変更した。

#### Sleipnir 5 for Windows
2013年11月21日、Sleipnir 5 for Windowsがリリースされた。ウェブブラウザを白紙からデザインし直し、ページをそのまま表示するサムネイルや、開きたいページを最短で見つけ出す進化した検索フィールドといった数々の機能を、シンプルなツールバーに収めるなどの改善が図られている。

#### Sleipnir 6 for Windows
2014年5月29日、Sleipnir 6 for Windowsがリリースされた。「お気にタブ」機能が搭載されると同時に、タブの使用メモリ量を減らし軽い操作性を保つ改善も追加された。

#### Portable Sleipnir
Portable Sleipnirは、SleipnirをUSBメモリに入れて持ち運ぶニーズを想定したポータブルアプリケーションである。Sleipnir 2 for Windows をベースに、ファイルサイズの低減、履歴の消去など携帯性に重点を置いた調整が施されている。
USBメモリ等からSleipnirとほぼ同等の機能を利用できるが、レジストリやシステムフォルダを利用できない関係上、Geckoエンジンを使えない、一部のプラグインをインストールできないなど、利用可能な機能に制限がある。

## 国内におけるシェア
2009年前後のいくつかの調査では日本国内におけるシェアが3%-10%程度、順位は3位から4位程度とされている。母数や調査対象などが異なるため単純比較は不可能だが、この時期における一定の普及がうかがえる。

## 海外版のリリースなど
Sleipnir2.2以降では、英語版や中国語版など他言語版も公開されている。機能は同バージョンの日本語版Sleipnirと同等。

### Browser Choice更新プログラムへの掲載
Windowsの開発元であるマイクロソフトは、Windowsに同梱されるソフトウェアなどに関して、しばしば競合社から競争法（日本の独占禁止法に当たる）で訴えられている（マイクロソフトの欧州連合における競争法違反事件の項目も参照）。
欧州委員会により、2009年にはウェブブラウザに関しての調査が行われた。この問題は、マイクロソフトがIEに代わるブラウザを提示することで問題は決着しており、その後にWindows 7に対して地域ごとのブラウザの市場シェアに応じたブラウザ選択機能「Browser Choice更新プログラム」が配信された。この時点でSleipnirは英語版をリリースしており、Browser ChoiceにSleipnirが掲載された。

## ユーザとの開発交流
Sleipnirは開発者達が2ちゃんねるを利用してユーザーとの交流を図りつつ開発を行っており、主な評価版は2ちゃんねるを通じて発表されるようになっている。
Sleipnirのベータ版・RC版には次期バージョンの数字を付加されるが、test版と呼ばれる評価版は公式配布版に上書きしてテストを行うためのバージョンとして最新の公式配布版の数字が付加されるようになっている。例えば2.00のベータ版であれば2.00正式版公開前の評価版であり、2.00test版であれば2.00に上書きしてテストを行う評価版である。Windows 2000/XPでの新機能などの動作確認をあらかじめ行って開発効率を上げることを目的としている。
Sleipnir 3 for Windows 開発の経緯
2008年10月31日にはSleipnir 3 の開発が発表され、Sleipnir 3 Alpha（Design Preview）が2ちゃんねる上でリリースされた。それ以降、目立った動きは見られず、新規事業への取組みなどのフェンリルの安定した事業基盤を作ることに注力されていたが、2010年10月に特設ページが公開され、2010年12月にタブグループ機能などの新機能を限定的に実装した Beta版がリリース、2011年4月には RC版がリリースされた。その後、RC Final まで開発が続けられ、開発表明から3年目にしてフェンリルの設立日である2011年11月16日に正式版が公開された。